# Maja Herman Sekulić
Maja Herman Sekulić (cyr. Маја Херман Секулић; ur. 17 lutego 1949 w Belgradzie) – serbska pisarka, poetka, eseistka, dziennikarka i tłumaczka.

## Życiorys
Maja Herman Sekulić urodziła się 17 lutego 1949 w Belgradzie. W 1977 roku uzyskała tytuł magistra na Wydziale Filologicznym Uniwersytetu Belgradzkiego, w 1985 roku uzyskała doktorat na Uniwersytecie w Princeton.
W latach 1985–1989 wykładała na Uniwersytecie w Princeton, w latach 1982–1984 na Uniwersytecie Rutgersa, a także na Uniwersytecie Harvarda, Uniwersytecie Columbia, Uniwersytecie Iowa. Oprócz pracy naukowej współpracowała z gazetami „Danas” i „Politika” (w tym w charakterze felietonistki) oraz z innymi mediami serbskimi, a także z gazetą „Night in New York” i portalem Recoursaupoeme.fr. Jest członkiem Stowarzyszenia Pisarzy Serbskich, Serbskiego Towarzystwa Literackiego, serbskiego i amerykańskiego PEN Clubu oraz Academy of American Poets i Międzynarodowej Federacji Dziennikarzy.
Swoją twórczość zaczęła publikować w 1981 roku. W 2000 roku wydała swoją pierwszą powieść Kralj svile, a także pierwszą książkę dla dzieci w języku angielskim Lazar, the Lizard in a Blizzard. Jest autorką kilkunastu książek: tomów poezji, powieści, esejów oraz książki dla dzieci i młodzieży. Przetłumaczyła również wiele dzieł światowej sławy autorów (Wallace Stevens, Harold Bloom), noblistów (Saul Bellow, Patrick White), a także współczesnych pisarzy, wzbogacając serbską literaturę i kulturę. Maja Herman jest autorką biografii Nikoli Tesli w języku angielskim Who was Nikola Tesla?
W 2017 roku była zaangażowana w podpisanie deklaracji o wspólnym języku Serbii, Czarnogóry, Chorwacji i Bośni i Hercegowiny, dokumentu, w powstanie którego zaangażowanych było około dwustu językoznawców i pisarzy z czterech państw byłej Jugosławii. Deklaracja przedstawiona została w Sarajewie 30 marca 2017 i w ciągu 20 godzin podpisało ją ponad 2000 osób. Celem deklaracji było między innymi zwrócenie uwagi na sztuczne, wynikające z nacjonalizmów podziały i uwydatniane na siłę różnice, nadmierny i nieautentyczny puryzm. Podkreślano, że istnienie jednego, wspólnego języka nie zmienia faktu, że państwa i narody są cztery i nie ma nic wspólnego z przynależnością etniczną i poczuciem tożsamości narodowej.